# Funzione semplice
In matematica, specialmente in analisi matematica, una funzione semplice è una funzione definita su uno spazio misurabile la cui immagine è finita.
Le funzioni semplici sono usate come primo passo nello sviluppo della teoria dell'integrazione, come nell'integrale di Lebesgue, poiché è molto semplice creare una definizione di integrale per una funzione semplice, e inoltre è molto semplice approssimare funzioni generali con una successione di funzioni semplici.
Un esempio base di una funzione semplice è la funzione parte intera su un intervallo semi-aperto [1, 9), i cui unici valori sono {1, 2, 3, 4, 5, 6, 7, 8, 9}. Un esempio più avanzato di funzione semplice è la funzione di Dirichlet, la funzione caratteristica dei numeri razionali, che assume il valore 1 sull'insieme misurabile {\displaystyle \mathbb {Q} } e il valore 0 sull'insieme misurabile {\displaystyle \mathbb {R} \setminus \mathbb {Q} }. Tutte le funzioni gradino sono semplici.

## Definizione
Formalmente, una funzione semplice {\displaystyle f} è una combinazione lineare finita di funzioni indicatrici di insiemi misurabili.
Siano i numeri reali o complessi {\displaystyle a_{1},\dots a_{n}} i valori assunti dalla funzione semplice {\displaystyle f} e sia:
{\displaystyle A_{i}=\{x:f(x)=a_{i}\}\ }
Allora:
{\displaystyle f(x)=\sum _{i=1}^{n}a_{i}{\mathbf {1} }_{A_{i}}(x)}
dove {\displaystyle {\mathbf {1} }_{A_{k}}(x)} è la funzione indicatrice relativa all'insieme {\displaystyle A_{i}} per ogni i.

## Proprietà delle funzioni semplici
Dalla definizione, la somma, la differenza e il prodotto di due funzioni semplici è ancora una funzione semplice, come anche la moltiplicazione per una costante, quindi segue che l'insieme di tutte le funzioni semplici forma una algebra commutativa sul campo complesso.
Per lo sviluppo della teoria dell'integrazione, è importante il seguente risultato. Ogni funzione non negativa misurabile {\displaystyle f\colon X\to \mathbb {R} ^{+}} è il limite puntuale di una successione monotona crescente di funzioni semplici non negative.
Quindi, sia {\displaystyle f} una funzione misurabile non negativa definita su uno spazio di misura {\displaystyle (\Omega ,{\mathcal {F}},\mu )}. Per ogni {\displaystyle n\in \mathbb {N} }, si suddivida l'immagine di {\displaystyle f} in {\displaystyle 2^{2n}+1} intervalli, i primi {\displaystyle 2^{2n}} dei quali (partendo dall'origine) di lunghezza {\displaystyle 2^{-n}}. Si definisce:
{\displaystyle I_{n,k}=\left[{\frac {k-1}{2^{n}}},{\frac {k}{2^{n}}}\right)}
per {\displaystyle k=1,2,\ldots ,2^{2n}} e {\displaystyle I_{n,2^{2n}+1}=[2^{n},\infty ]}. Ora definiamo gli insiemi misurabili:
{\displaystyle A_{n,k}=f^{-1}(I_{n,k})\,} per {\displaystyle k=1,2,\ldots ,2^{2n}+1}.
Quindi la successione crescente di funzioni semplici:
{\displaystyle f_{n}=\sum _{k=1}^{2^{2n}+1}{\frac {k-1}{2^{n}}}{\mathbf {1} }_{A_{n,k}}}
converge puntualmente a {\displaystyle f} con {\displaystyle n\to \infty }. Si noti che quando {\displaystyle f} è limitata la convergenza è anche uniforme.

## Integrazione di funzioni semplici
Se si è definita una misura {\displaystyle \mu } sullo spazio {\displaystyle (X,\Sigma )}, l'integrale di {\displaystyle f} rispetto a {\displaystyle \mu } è:
{\displaystyle \sum _{k=1}^{n}a_{k}\mu (A_{k})}
se tutti gli addendi sono finiti.